# 浪葉花燭
浪葉花燭（学名：Anthurium cubense）為天南星科花燭属多年生宿根常綠草本植物。原生於熱帶美洲乾燥地區，1898年在古巴被發現。

## 特徵
株高可達一公尺的浪葉花燭，外型特殊。一片片長度可達80公分的巨型葉自根部伸出，並呈現波浪起伏之樣貌，浪葉花燭的命名正由此出。浪葉花燭與許多天南星科的植物一樣，有著長長的佛焰花序，不過它並不像許多同屬植物因著美麗多彩的佛焰苞而成為著名的觀花類之花燭品種。浪葉花燭除了葉片外形特殊極具觀賞價值，整串豔紅的果實更令人驚艷。花燭屬下果實具觀賞價值的觀果類花燭並不多，也因少見而更顯珍奇。

## 圖示

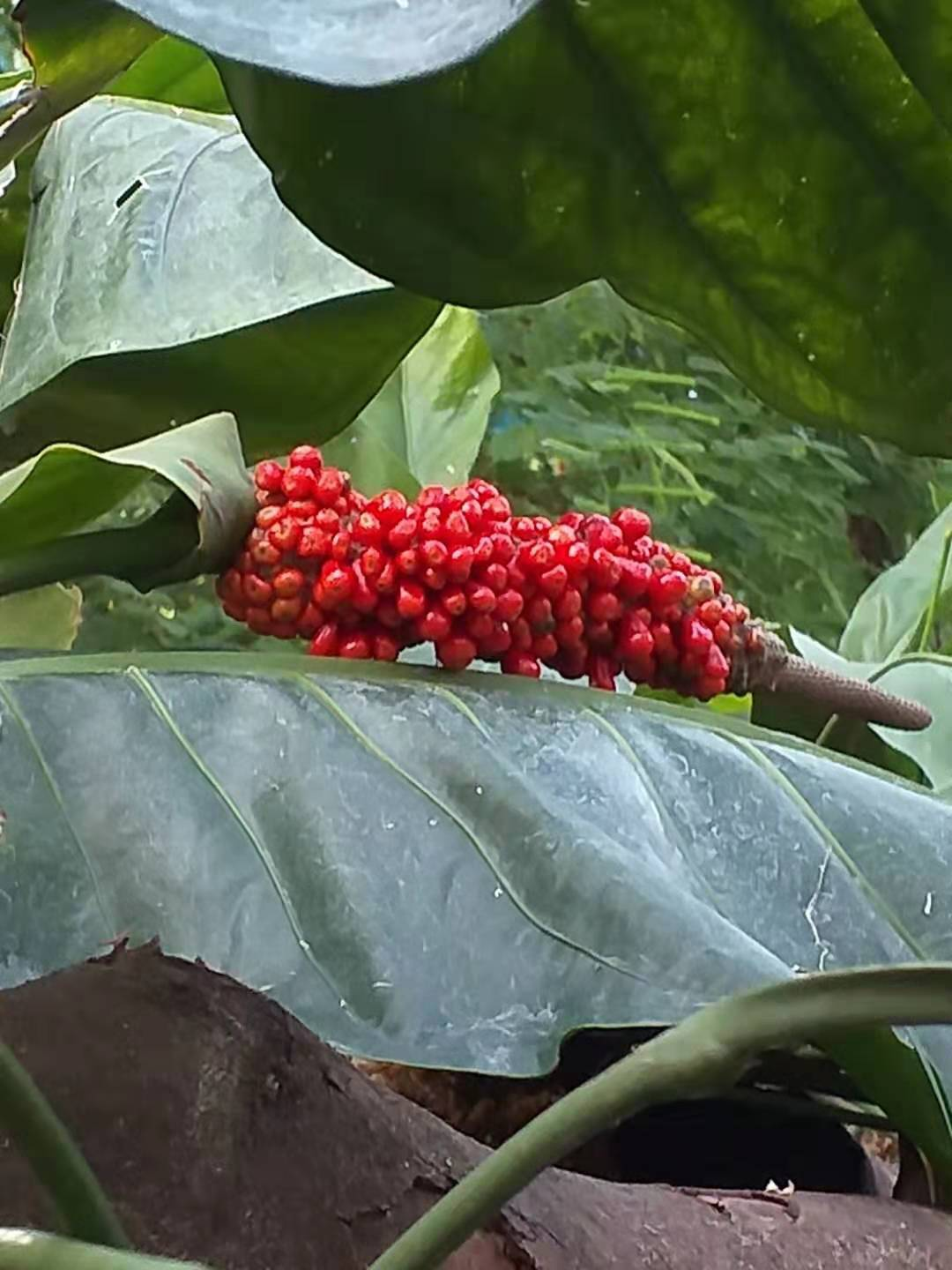
果實
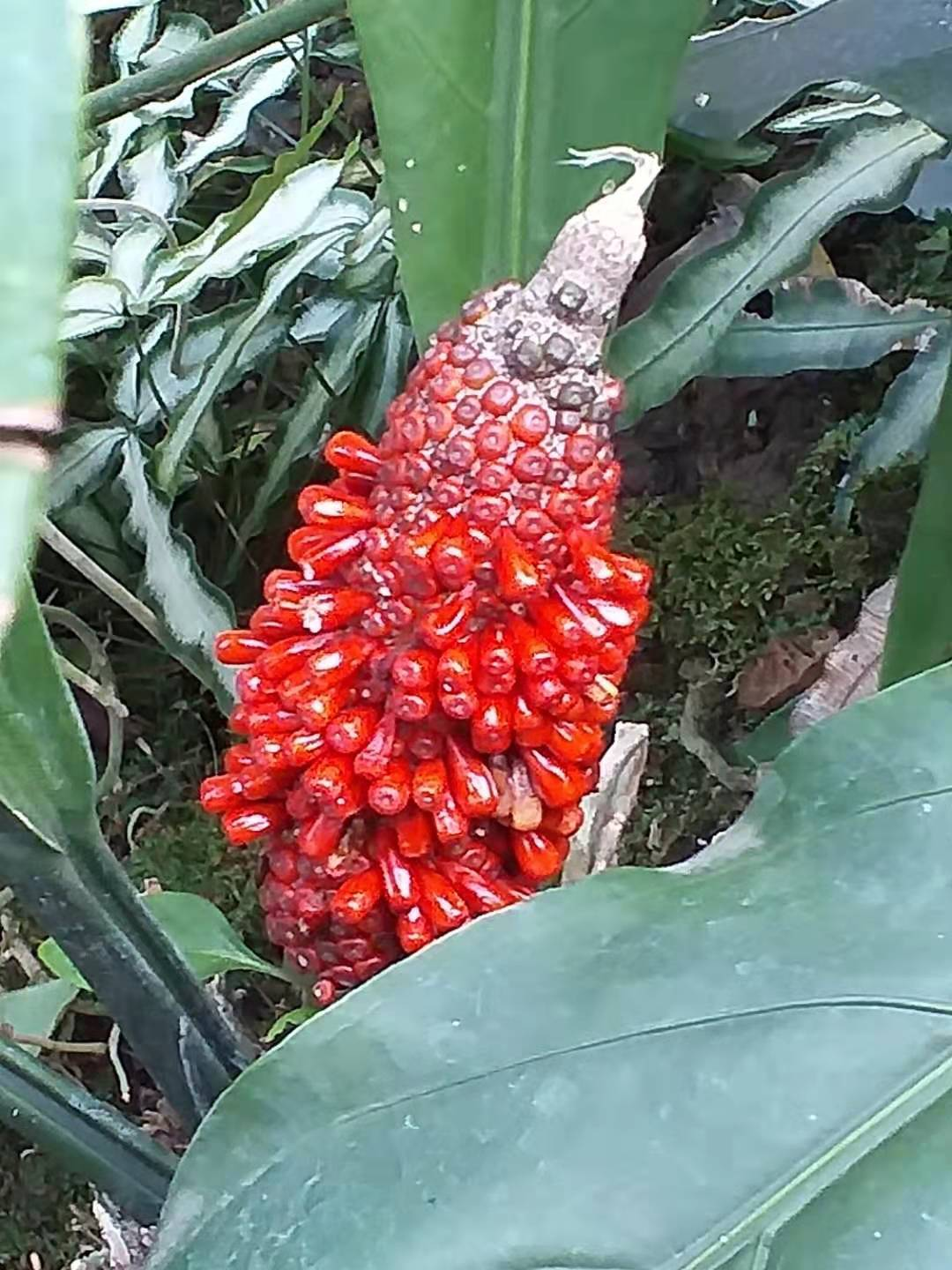
果實

### 引文
1. ↑  . （原始内容存档于2012-08-12）.
2. 1 2  .
3. ↑  .[永久]

### 資料
- （中文）.
- .   [2019-09-11]. （原始内容存档于2012-08-12） （中文）.
- . 台中國立自然科學博物館.   [2020-04-11]. （原始内容存档于2020-04-11） （中文）.

## 延伸閱讀
- 維基物種上的相關：浪葉花燭
- 维基共享资源上的相關多媒體資源：浪葉花燭